# Westmorland (Califórnia)
Westmorland é uma cidade localizada no estado americano da Califórnia, no condado de Imperial. Foi incorporada em 30 de junho de 1934.

## Geografia
De acordo com o United States Census Bureau, a cidade tem uma área de 1,5 km², onde todos os 1,5 km² estão cobertos por terra.

### Localidades na vizinhança
O diagrama seguinte representa as localidades num raio de 32 km ao redor de Westmorland.

## Demografia

### Censo 2010
Segundo o censo nacional de 2010, a sua população é de 2 225 habitantes e sua densidade populacional é de 1 456,06 hab/km². É a cidade menos populosa do condado de Imperial. Possui 678 residências, que resulta em uma densidade de 443,69 residências/km².

### Censo 2000
De acordo com o censo nacional de 2000, a densidade populacional era de 2057,0/km² (5263,6/mi²) entre os 2131 habitantes, distribuídos da seguinte forma:
- 55,75% caucasianos
- 1,03% afro-americanos
- 0,70% nativo americanos
- 0,33% asiáticos
- 0,05% nativos de ilhas do Pacífico
- 39,42% outros
- 2,72% mestiços
- 82,21% latinos

Existiam 501 famílias na cidade, e a quantidade média de pessoas por residência era de 3,41 pessoas.